# Raionul Vladislav Varnecik (Varna)
Raionul Vladislav Varnenchik (cunoscut și ca Vladislavovo) este o zonă a municipiului Varna .
A fost creată de Adunarea Națională a Bulgariei cu Direcția Teritorială a Primăriei Sofia și a Orașelor Mari  . Are o populație de 49.197 de persoane. ’
Este situat la poalele platoului Frangensko, locul de decontare Pashakyoy fondat de refugiații turci care fugeau dinspre Cadrilater din cauza deciziilor Tratatului de la Berlin. Satul după 1934 a fost redenumit Vladislavovo, în onoarea regelui Vladislav III Jagiello , care în acest loc și-a dat viața pentru libertatea Bulgariei. Mai târziu , între platou și Varna au fost construite două mari complexe rezidențiale - „Varnenchik“ și „Kaysieva Gradina“ .
Zona are 2 cartiere (cu un cod poștal total de 9023):
- "Vladislavovo"  - cu micro "Varnenchik I" (blocuri cu numere de la 1 la 36), "Varnenchik III" (blocuri numerotate 301-309), "Varnenchik IV" (blocuri numerotate 401-409) ;

- „Kaysieva Gradina“ - cu micro „Varnenchik II“ (blocuri numerotate de la 201-230).

Conform recensământului din 2001, cea mai mare parte a tinerilor este cu vârste cuprinse între 20 și 29 de ani - 9080 de persoane, iar creșterea populației din regiune pentru aceeași perioadă este pozitiv.
B-dul „Jan Hunyadi“ este Parcul-muzeu „Varnenchik“ , unde există afișaje documentare și materiale despre Bătălia de la Varna, picturi și sculpturi, armuri și săbii, și alte arme, insigne și steaguri.